# Силва, Антониу (боец)
Анто́ниу Си́лва (порт.-браз. Antonio Silva; род. 14 сентября 1979) — бразильский боец смешанных единоборств. В начале карьеры он выступал в супертяжёлой весовой категории, сейчас — в тяжёлой. Силва выступал в UFC, Strikeforce, EliteXC, Cage Rage,Fight Nights Global,World Victory Road,K-1 HERO'S и Cage Warriors. Бывший чемпион EliteXC в тяжёлом весе, бывший чемпион Cage Rage в тяжёлом весе и бывший чемпион Cage Warriors в супертяжёлом весе. 
Силва страдает акромегалией — заболеванием, связанным с патологическим ростом частей тела, отчего и получил своё прозвище.
Одержал победы над такими известными бойцами, как Фёдор Емельяненко, Андрей Орловский, Алистар Оверим и Рикко Родригес.

## Карьера в смешанных единоборствах
Он участвовал в таких организациях как Hero's, BodogFight и Elite Xtreme Combat (где он был чемпионом в тяжёлом весе), а сейчас сражается за Strikeforce и Sengoku.
Он имеет 18 побед и 7 поражений в своей карьере в смешанных боевых искусствах, поражение от рук Эрика Пеле, где многие посчитали, что бой был слишком рано остановлен, от Фабрицио Вердума со счетом 29-28 в пользу Вердума и поражение нокаутом от Даниэля Кормье.
12 февраля 2011 года Силва встретился в четвертьфинале «Strikeforce Grand Prix» с российским бойцом Фёдором Емельяненко и одержал над ним победу техническим нокаутом (у Емельяненко образовалась обширная гематома правого глаза, и врачи наложили запрет на продолжение боя). В полуфинале турнира Сильва должен был встретиться с Алистаром Оверимом. Однако бой не состоялся. Сославшись на травму Алистар покинул турнир. Позднее стало известно о подписании контракта с конкурирующей организацией UFC. Голландца заменили на Даниэля Кормье. Перед боем Сильва считался фаворитом, но проиграл нокаутом в первом раунде.

### Strikeforce
Дебют Силвы в Strikeforce (и его 15-й бой в MMA) состоялся 7 ноября 2009 года, против Фабрисиу Вердума со счетом 29-28 в пользу Вердума.
Второй бой Силвы в Strikeforce прошёл 15 мая 2010 против Андрея Орловского. Так как оба бойца проиграли свои предыдущие поединки, ожидался зрелищный поединок с вероятным нокаутом. Тем не менее, бой продлился все три раунда, и завершился победой Силвы единогласным решением.
Третий бой Силвы в Strikeforce состоялся 4 декабря 2010 года. Его соперником стал ветеран UFC Майк Кайл, где Силва победил техническим нокаутом во втором раунде (на 2:49 секунды).
В начале января 2011 года было объявлено, что Силва примет участие в турнире «Strikeforce Grand Prix» и его соперником станет российский боец — Фёдор Емельяненко по прозвищу «Последний Император». Бой состоялся 12 февраля 2011 года. В первом раунде бойцы шли в размен ударами, при этом Силва, пользуясь преимуществом в росте и весе, сумел разбить Емельяненко нос. После атаки Силвы бойцы сошлись в клинч, где Фёдор попытался провести удушающий приём «гильотина», но Силва избежал удушения и упал на спину. Фёдор попытался провести болевой приём «кимура», но борцовские навыки Силвы, имеющего чёрный пояс по бразильскому джиу-джитсу, не позволили Емельяненко сделать задуманное. С первых секунд второго раунда Силва совершил проход в ноги и на протяжении почти всего раунда наносил удары в «граунд-энд-паунде», несколько раз попытавшись провести болевой приём. По истечении пяти минут второго раунда у Емельяненко образовалась обширная гематома правого глаза, и врачи наложили запрет на продолжение боя.
В полуфинале турнира Силва должен был встретиться с Алистаром Оверимом. Однако бой не состоялся. Сославшись на травму Алистар покинул турнир. Позднее стало известно о подписании контракта с конкурирующей организацией UFC. Голландца заменили на Даниэля Кормье. Перед боем Сильва считался фаворитом, но проиграл в первом раунде.

### Ultimate Fighting Championship
Первый бой в UFC состоялся 26 мая 2012 года против потерявшего в прошлом бою с Дос Сантосом пояс UFC Кейном Веласкесом, в котором Сильва проиграл техническим нокаутом в первом раунде. Веласкес сразу перевел бой в партер где работал локтями нанеся ему глубокое рассечение. Кровь заливала бразильцу глаза, он пропускал ещё больше и в середине раунда рефери остановил бой.

#### Бой с Трэвисом Брауном
В октябре 2012 на шоу UFC on FX 5, в главном бою нокаутировал непобежденного проспекта Трэвиса Брауна который шел явным фаворитом. Антонио уже в первом раунде потряс противника тяжелым правым ударом, после которого Трэвис оказался на полу. Последовавшее добивание прервал рефери, зафиксировав победу Сильвы ТКО.

#### Бой с Алистаром Оверимом
3 февраля 2013 года в Лас-Вегасе, (Невада) состоялся турнир UFC 156. Силва встречался с Алистаром Оверимом который вернулся после 11 месячного отстранения в клетку и не проигрывал на тот момент с 2007 года. Бигфут неожиданно и ярко нокаутировал Алистара Оверима, который до боя очень высокомерно высказывался о бразильце. Первый раунд прошел в разведке, а второй остался за Оверимом за счет контроля внизу. В третьем раунде во время размена ударами де бразилец неожиданно потряс Оверима и отправить в тяжелый нокаут.
Еще до боя было решено, что победитель пары встречается с Кейном Веласкесом который к тому моменту вернул себе пояс чемпиона победив Дос Сантоса в зрелищном пятираундовом поединке.

#### Реванш с Веласкесом
25 мая 2013 года в Лас-Вегасе в главном бою UFC 160, чемпион Кейн Веласкес нокаутировал Антонио Сильву и отстоял свой пояс. Бой не продлился и полторы минуты. В одной из атак чемпион нанес мощный короткий удар правой точно в челюсть Сильве, после чего последовало короткое добивание прерванное рефери.

### Выступление в Кикбоксинге
14 октября 2017 на турнире Glory 46 в Китае дебютировал в Кикбоксинге.
Антонио «Бигфут» Силва проиграл первый бой по правилам кикбоксинга. На турнире Glory 46 бразилец техническим нокаутом во втором раунде уступил чемпиону организации голландцу Рико Верховену.

### Bare Knuckle Fighting Championship
В октябре 2019 года дебютировал в боях на голых кулаках в промоушене Bare knuckle. Соперником стал другой именитый боец ММА Габриэль Гонзага. Силва проиграл Гонзаге нокаутом во втором раунде.

## Статистика ММА
| Боёв 35         | Побед 19 | Поражений 15 |
| --------------- | -------- | ------------ |
| Нокаутом        | 15       | 12           |
| Сдачей          | 2        | 0            |
| Решением        | 2        | 3            |
| Не состоявшихся | 1        | 1            |

| Результат | Рекорд    | Соперник           | Способ                                                                       | Турнир                                               | Дата             | Раунд | Время | Место                    | Примечание |
| --------- | --------- | ------------------ | ---------------------------------------------------------------------------- | ---------------------------------------------------- | ---------------- | ----- | ----- | ------------------------ | --- |
| Поражение | 19–15 (1) | Салим Эль Уассаиди | Единогласно решение                                                          | Kingdom Fighting 1                                   | 10 июня 2023     | 3     | 5:00  | Гренобль, Франция        | |
| Поражение | 19–14 (1) | Олег Попов         | KO (удар)                                                                    | MMA Series 53 - MMA Series Russia                    | 24 июня 2022     | 2     | 0:15  | Москва, Россия           | Бой за титул MMA Series |
| Поражение | 19–13 (1) | Квентин Домингос   | TKO (удары)                                                                  | Megdan Fighting 9: Under the Bright Sky              | 13 июня 2021     | 2     | 0:30  | Шабац, Сербия            | |
| Поражение | 19-12-1   | Виталий Минаков    | KO (удары)                                                                   | Fight Nights Global 68                               | 02 июня 2017     | 2     | 1:37  | Санкт-Петербург, Россия  | |
| Поражение | 19-11-1   | Иван Штырков       | Единогласное решение                                                         | Titov Boxing Promotion Shtyrkov vs. Silva            | 18 ноября 2016   | 3     | 5:00  | Екатеринбург, Россия     | |
| Поражение | 19-10-1   | Рой Нельсон        | KO (удары)                                                                   | UFC Fight Night 95                                   | 24 сентября 2016 | 2     | 4:10  | Бразилиа, Бразилия       | |
| Поражение | 19-9-1    | Стефан Стрюве      | KO (удар коленом и локтями)                                                  | UFC Fight Night 87 Overeem vs Arlovski               | 08 мая 2016      | 1     | 0:16  | Роттердам, Нидерланды    | |
| Поражение | 19-8-1    | Марк Хант          | TKO (удары)                                                                  | UFC 193                                              | 15 ноября 2015   | 1     | 3:41  | Мельбурн, Австралия      | |
| Победа    | 19-7-1    | Соа Палелеи        | TKO (удары)                                                                  | UFC 190                                              | 01 августа 2015  | 2     | 0:41  | Рио-де-Жанейро, Бразилия | |
| Поражение | 18-7-1    | Мир Фрэнк          | KO (удары локтями)                                                           | UFC Mir vs. Bigfoot                                  | 22 февраля 2015  | 1     | 1:40  | Порту-Алегри, Бразилия   | |
| Поражение | 18-6-1    | Андрей Орловский   | KO (удары)                                                                   | UFC Fight Night: Bigfoot vs. Arlovski                | 13 сентября 2014 | 1     | 2:59  | Бразилиа, Бразилия       | |
| Ничья     | 18-5-1    | Марк Хант          | Решение большинства судей, позже бой аннулировали из-за провала допинг теста | UFC Hunt vs. Bigfoot                                 | 07 декабря 2013  | 5     | 5:00  | Брисбен, Австралия       | «Лучший бой вечера» (1); Решение большинства судей было отменено после того, как у Силвы был выявлен повышенный уровень тестостерона |
| Поражение | 18-5      | Кейн Веласкес      | TKO (удары)                                                                  | UFC 160                                              | 25 мая 2013      | 1     | 1:21  | Лас-Вегас, США           | Бой за титул чемпиона UFC в тяжёлом весе                                                                                             |
| Победа    | 18-4      | Алистар Оверим     | KO (удары руками)                                                            | UFC 156                                              | 02 февраля 2013  | 3     | 0:25  | Лас-Вегас, США           | «Нокаут вечера» (1) |
| Победа    | 17-4      | Трэвис Браун       | TKO (удары)                                                                  | UFC on FX: Browne vs. Bigfoot                        | 05 октября 2012  | 1     | 3:27  | Миннеаполис, США         | |
| Поражение | 16-4      | Кейн Веласкес      | TKO (удары)                                                                  | UFC 146: Dos Santos vs. Mir                          | 26 мая 2012      | 1     | 3:36  | Лас-Вегас, США           | |
| Поражение | 16-3      | Даниэль Кормье     | KO (удары)                                                                   | Strikeforce World Grand Prix: Barnett vs. Kharitonov | 10 сентября 2011 | 1     | 3:56  | Цинциннати, США          | Полуфинал Гран-при Strikeforce в тяжелом весе                                                                                        |
| Победа    | 16-2      | Фёдор Емельяненко  | TKO (остановка боя по решению врача)                                         | Strikeforce: Fedor vs. Bigfoot                       | 12 февраля 2011  | 2     | 5:00  | Ист-Ратерфорд, США       | Четвертьфинал Гран-при Strikeforce в тяжелом весе                                                                                    |
| Победа    | 15-2      | Майк Кайл          | TKO (удары)                                                                  | Strikeforce: Henderson vs. Babalu II                 | 04 декабря 2010  | 2     | 2:49  | Сент Луис, США           | |
| Победа    | 14-2      | Андрей Орловский   | Единогласное решение                                                         | Strikeforce: Heavy Artillery                         | 15 мая 2010      | 3     | 5:00  | Сент Луис, США           | |
| Поражение | 13-2      | Фабрисиу Вердум    | Единогласное решение                                                         | Strikeforce: Fedor vs. Rogers                        | 07 ноября 2009   | 3     | 5:00  | Хоффман-Эстейтс, США     | |
| Победа    | 13-1      | Джим Йорк          | Удушающий прием (треугольник руками)                                         | World Victory Road Presents: Sengoku 10              | 23 сентября 2009 | 1     | 3:51  | Сайтама, Япония          | |
| Победа    | 12-1      | Ёсигиро Накао      | TKO (Травма колена)                                                          | World Victory Road Presents: Sengoku no Ran 2009     | 04 января 2009   | 1     | 1:42  | Сайтама, Япония          | |
| Победа    | 11-1      | Джастин Эйлерс     | TKO (удары коленями и руками)                                                | EliteXC: Unfinished Business                         | 26 июля 2008     | 2     | 0:19  | Калифорния, США          | Завоевал титул чемпиона EliteXC в тяжелом весе; После боя сдал положительный тест на болденон                                        |
| Победа    | 10-1      | Рикко Родригес     | Раздельное решение                                                           | EliteXC: Street Certified                            | 16 февраля 2008  | 3     | 5:00  | Майами, США              | |
| Победа    | 9-1       | Джонатан Визорек   | Сдача (удушение сзади)                                                       | EliteXC: Renegade                                    | 10 ноября 2007   | 1     | 3:12  | Корпус Кристи, США       | |
| Победа    | 8-1       | Уэсли Коррейра     | TKO (удары)                                                                  | EliteXC Destiny                                      | 10 февраля 2007  | 1     | 3:49  | Саутхэвен, США           | |
| Поражение | 7-1       | Эрик Пеле          | TKO (удары)                                                                  | BodogFight — USA vs. Russia                          | 02 декабря 2006  | 1     | 2:40  | Ванкувер, Канада         | |
| Победа    | 7-0       | Георгий Кайсынов   | KO (удар)                                                                    | K-1 — Hero’s 7                                       | 09 октября 2006  | 1     | 1:08  | Йокогама, Япония         | |
| Победа    | 6-0       | Том Эриксон        | TKO (удары)                                                                  | K-1 — Hero’s 5                                       | 03 мая 2006      | 1     | 2:49  | Токио, Япония            | |
| Победа    | 5-0       | Тадас Ринкявичус   | TKO (удары)                                                                  | CWFC — Strike Force 5                                | 25 марта 2006    | 1     | 3:22  | Ковентри, Англия         | Защитил (1) титул чемпиона Cage Warriors в супертяжелом весе                                                                         |
| Победа    | 4-0       | Рубен Вильяреал    | TKO (удары)                                                                  | CWFC — Strike Force 4                                | 26 ноября 2005   | 1     | 3:07  | Ковентри, Англия         | Завоевал первый титул чемпиона Cage Warriors в супертяжелом весе                                                                     |
| Победа    | 3-0       | Рафаэль Карино     | TKO (остановка углом)                                                        | Cage Rage 12 — The Real Deal                         | 02 июля 2005     | 1     | 2:55  | Лондон, Англия           | Завоевал титул чемпиона в тяжелом весе Cage Rage                                                                                     |
| Победа    | 2-0       | Маркус Чинда       | TKO (удары)                                                                  | CWFC — Strike Force                                  | 02 мая 2005      | 1     | 3:03  | Ковентри, Англия         | |
| Победа    | 1-0       | Тенгиз Тедорадзе   | TKO (удары)                                                                  | UKMMAC 10 — Slugfest                                 | 06 марта 2005    | 1     | 0:48  | Эссекс, Англия           | |

## Бой на голых кулаках
| Боёв 1   | Побед 0 | Поражений 1 |
| -------- | ------- | ----------- |
| Нокаутом | 0       | 1           |

| Результат | Рекорд | Соперник         | Способ         | Турнир            | Дата            | Раунд | Время | Место               | Примечание |
| --------- | ------ | ---------------- | -------------- | ----------------- | --------------- | ----- | ----- | ------------------- | ---------- |
| Поражение | 0–1    | Габриэль Гонзага | Нокаут (удары) | Bare Knuckle FC 8 | 19 октября 2019 | 2     | 1:50  | Тампа, Флорида, США |            |

## Статистика боев в Кикбоксинге
| Kickboxing record                      | Kickboxing record | Kickboxing record | Kickboxing record      | Kickboxing record | Kickboxing record  | Kickboxing record | Kickboxing record | Kickboxing record |
| -------------------------------------- | ----------------- | ----------------- | ---------------------- | ----------------- | ------------------ | ----------------- | ----------------- | ----------------- |
| 0 побед, 2 поражения                   |                   |                   |                        |                   |                    |                   |                   |                   |
| Date                                   | Result            | Opponent          | Event                  | Location          | Method             | Round             | Time              | Record            |
| 2022-09-10                             | Поражение         | Забит Самедов     | Mix Fight Championship | Баку, Азербайджан | Технический нокаут | 1                 | 2:18              | 0–2               |
| 2017-10-14                             | Поражение         | Рико Верхувен     | Glory 46               | Гуанчжоу, Китай   | Технический нокаут | 2                 | 0:43              | 0–1               |
| Legend: Win Loss Draw/No contest Notes |                   |                   |                        |                   |                    |                   |                   |                   |